# Gelliodes obtusa
Gelliodes obtusa är en svampdjursart som beskrevs av Jörn Hentschel 1912. Gelliodes obtusa ingår i släktet Gelliodes och familjen Niphatidae. Inga underarter finns listade i Catalogue of Life.